# J.A. Stillmann
Johan Andreas Stillmann (5. maj 1822 i København – 11. november 1875 på Frederiksberg) var en dansk arkitekt, der var elev af P.C. Hagemann og tilknyttet Tivoli. Han var gift med balletdanserinden Laura Stillmann.
J.A. Stillmann var søn af toldbetjent Niels Andreas Stillmann og Nicoline Werliin. Han var elev fra Efterslægtselskabets Skole, lærling hos murermester Gottfried Schaper fra 1840; optaget på Kunstakademiet 1837, i 1. bygningsklasse oktober 1839, i 2. bygningsklasse oktober 1841, i medailleklasse december 1843, i arkitekturklasse 1849. Han vandt den lille sølvmedalje marts 1844 og den store sølvmedalje marts 1848. Stillmann var tegner og konduktør hos P.C. Hagemann, bl.a. ved opførelsen af Slagterboderne af støbejern på Nikolaj Plads 1845-46) til 1853 og ved den store udvidelse af Tivolis Koncertsal hvor Stillmann var ansvarlig for glas- og jernkonstruktionen. Stillmanns væsentligste indsats var Københavns første praktisk indrettede 3-4 etages skoler, opført i blankmur i nøgternt formsprog med klasseværelser lagt langs midterkorridorerne. Hans formsprog er præget af Hagemanns senklassicistiske stil, der også til tider var iblandet visse eksotiske elementer, og er kendetegnet ved en fantasifuld brug af murstenen.
I 1873 blev han konstitueret og 1874 udnævnt som bygningsinspektør på Frederiksberg, men døde året efter. De fleste af hans kendte huse er revet ned, men der findes uden tvivl en række bygninger, som mangler at blive tilskrevet Stillmann, bl.a. en mængde villaer på Frederiksberg.
Han blev gift 13. april 1852 i København med balletdanserinde Laura Jasmine Henriette Stramboe, datter af balletdanser Johan Adolph Frederik Stramboe og figurantinde Sophie Frederikke Svanemann. Han og hustruen er begravet på Holmens Kirkegård i København. 
Han udstillede tegninger på Charlottenborg Forårsudstilling 1844, 1848 og 1863 og posthumt på Raadhusudstillingen 1901.

## Værker
- Skolen i Nørre Allé 7, København, nu medborgerhus (1856-57, ombygget 1876-77, udvidet 1896)
- Glassalen i Tivoli (Tivolis 2. koncertsal) (1863, ombygget 1886 og 1902, nedbrændt 1944 efter schalburgtage, genopbygget 1947 af Poul Henningsen)
- Bazarbygningen i Tivoli (efter H.C. Stillings fratræden, 1863)
- Skt. Annæ Vester Kommuneskole (nu KBH ungdomsskole 2), i Fredericiagade 39/Hindegade 4, København (1864)
- Skolen på Howitzvej 8, Frederiksberg (1874, nedrevet 1953)
- Hjørnehuset Niels Ebbesens Vej 14, Frederiksberg (1868-70, ombygget)
- Frederiksgade 19-21, København (1869-70)
- Grosserer A.C. Haunstrups Gård, Holbergsgade 4 (nedrevet 1938)

### Tilskrivninger
- Vodroffsvej 5-7, Frederiksberg (1867-69, af Stillmann eller Vilhelm Friederichsen)

### Projekter
- Bygninger i Jernbanegade, København (1863)
- Taarbæk Kapel (1864)
- Mindesmærke over de i krigene 1848-50 og 1864 faldne krigere (sammen med professor Andreas Kolberg, 1865)
- Kunst- og Industriudstillingsbygning til Den nordiske Industri- og Konstudstilling i Kjøbenhavn 1872 (præmieret)
- Dragør Kirke (1875)